# 天津领导人列表

## 民国及军阀割据时期
市长：
- 南桂馨（1928年6月-1928年9月）
- 崔廷献（1928年9月-1930年10月）
- 臧启芳（1930年10月-1931年4月）
- 张学铭（1931年4月-1931年10月）
- 周龙光（1931年10月-1932年12月）
- 于学忠（1932年12月-1933年8月）
- 王韬（1933年8月-1934年10月）
- 张廷锷（1934年10月-1935年6月）
- 商震（1935年6月-1935年7月）
- 程克（1935年7月-1935年11月）
- 萧振瀛（1935年11月-1936年8月）
- 张自忠（1936年8月-1937年7月）

## 日本侵略军占领时期

### 天津地方治安维持会
- 委员长：高凌霨（1937年8月1日始）

### 天津特别市公署
天津特别市公署于1943年11月15日更名为天津特别市政府。

- 天津特别市市长：
  - 高凌霨（1937年12月17日始）
  - 潘毓桂（1938年1月7日始）
  - 温世珍（1939年4月28日始）
  - 王绪高（1943年3月19日始）
  - 李鹏图（1943年10月17日始，代理）
  - 张仁蠡（1943年11月15日始）
- 秘书长：
  - 王道元（1943年3月19日始）

### 华北政务委员会（管理天津特别市公署）
- 委员长
  - 王克敏
  - 王揖唐（1940年9月始）
  - 王荫泰（1944年1月17日始）

### 日本华北方面军
- 司令官：冈村宁次（1941年7月7日始）

### 其他
- 汪精卫

## 民国
日本投降后，从重庆国民政府于1945年9月29日委任市长，到1949年1月15日天津解放，中华民国在此期间仅统治了三年半的时间。
- 市长：
  - 张延谔（1945年10月-1946年11月）
  - 杜建时（1946年11月-1949年1月）
- 第十一战区北宁铁路线区护路司令：杜建时

## 共和国

### 市委書記
| 姓名           | 籍贯     | 官衔               | 生卒          | 在任时间              | 政绩         | 备注                                         |
|                |          |                    |               |                       |              |                                              |
| 黃克誠         | 湖南永兴 | 中国人民解放军大将 | 1902年-1986年 |                       |              |                                              |
| 俞启威（黃敬） | 浙江绍兴 | 中共高层领导人之一 | 1912年-1958年 | 1949年1月15日-1952年  | 恢复天津经济 | 祖父俞明震为清朝福建台湾布政使               |
| 黃火青         | 湖北枣阳 |                    |               |                       |              |                                              |
| 萬曉塘         | 山东齐河 |                    |               |                       |              | 文革受难者                                   |
| 解學恭         | 山西隰县 |                    |               |                       |              |                                              |
| 林乎加         | 山东长岛 |                    |               |                       |              |                                              |
| 陳偉達         | 江苏响水 |                    |               |                       |              |                                              |
| 倪志福         | 上海     |                    |               |                       |              |                                              |
| 李瑞環         | 天津宝坻 |                    | 1934年-       | 1982年-1989年         |              |                                              |
| 譚紹文         | 四川成都 |                    |               | 1989年-1993年         |              | 因病逝世                                     |
| 高德占         | 山东栖霞 |                    |               | 1993年-1998年         |              |                                              |
| 張立昌         | 河北南皮 | 中共中央政治局委員 | 1939年-2008年 | 1998年-2007年         |              |                                              |
| 張高麗         | 福建晋江 |                    |               | 2007年-2012年         |              |                                              |
| 孙春兰         | 河北饶阳 |                    |               | 2012年-2014年         |              |                                              |
| 黃興國         | 浙江象山 |                    | 1954年-       | 2014年12月－2016年9月 |              | 副書記兼市長代理市委書記職務，時間長達20個月 |
| 李鸿忠         | 山东昌乐 |                    |               | 2016年9月－2022年12月 |              |                                              |
| 陈敏尔         | 浙江诸暨 |                    |               | 2022年12月至今        |              |                                              |

### 市長
| 姓名   | 籍贯     | 官衔 | 生卒             | 在任时间             | 政绩                         | 备注 |
| 黃敬   |          |      |                  |                      |                              | |
| 吳德   |          |      |                  |                      |                              | |
| 黃火青 |          |      |                  |                      |                              | |
| 李耕濤 |          |      |                  |                      |                              | |
| 胡昭衡 | 河南荥阳 |      |                  |                      |                              | |
| 解學恭 |          |      |                  |                      |                              | |
| 林乎加 |          |      |                  |                      |                              | |
| 陳偉達 |          |      |                  |                      |                              | |
| 胡啟立 | 陕西榆林 |      |                  |                      |                              | 1987年當選為中共中央政治局委員、常委、中央書記處書記。1989年「六四事件」後被免去黨中央一切職務，1991年復出，1998年當選為全國政協副主席。2003年退休。 |
| 李瑞環 | 天津宝坻 |      |                  | 1983年-1989年6月     |                              | 其後出任中共中央政治局委員、天津市委書記。1989年後任中共中央政治局常委、中央書記處書記。1993年至2003年任全國政協主席。                               |
| 聶壁初 |          |      |                  | 1989年6月-1993年5月  |                              | |
| 張立昌 | 河北南皮 |      |                  | 1993年5月-1998年5月  |                              | 1998年5月當選天津市委書記，2002年進入中共中央政治局，2007年3月調離天津市委書記後任國務院振興東北地區等老工業基地領導小組副組長。                     |
| 李盛霖 | 江苏南通 |      |                  | 1998年5月-2002年12月 |                              | 其後於2005年12月出任交通部部長 |
| 戴相龍 | 江苏仪征 |      | 1944年-          | 2003年1月-2007年12月 | 发展经济、治理腐败、铺路造桥 | 此前擔任中國人民銀行行長，2002年12月任代市长 |
| 黃興國 | 浙江象山 |      | 1954年-          | 2007年12月-2016年9月 |                              | 涉嫌严重违纪，接受组织调查 |
| 王东峰 | 陕西西安 |      | 1958年-          | 2016年9月-2017年10月 |                              | |
| 张国清 | 河南罗山 |      | 1964年-          | 2018年1月-2020年8月  |                              | |
| 廖国勋 | 四川成都 |      | 1963年-2022年4月 | 2020年9月-2022年4月  |                              | 因病逝世 |
| 张工   | 北京     |      | 1961年-          | 2022年5月-           |                              | |

### 人大常委会主任
- 聶壁初
- 張立昌
- 房凤友
- 劉勝玉（第十四、十五届）
- 肖怀远（第十五、十六届）
- 段春华（第十七届）